# Distretto di Ibn Ziad
Il distretto di Ibn Ziad è un distretto della provincia di Costantina, in Algeria.

## Comuni
Il distretto di Ibn Ziad comprende 2 comuni:
- Ibn Ziad
- Messaoud Boudjriou